# Красный Яр (Куйтунский район)
Кра́сный Яр — деревня в Куйтунском районе Иркутской области России. Входит в состав Уянского сельского поселения.

## География
Деревня находится на левом берегу реки Ока, на расстоянии 6 км к северо-востоку от села Уян, центра сельского поселения, и 33 км к востоку от рабочего посёлка Куйтун, административного центра района.

## Население
| 2002 | 2010 | 2011 | 2012 |
| ---- | ---- | ---- | ---- |
| 312  | ↗330 | ↘328 | ↘326 |

### Половой состав
По данным Всероссийской переписи, в 2010 году в деревне проживало 330 человек (169 мужчин и 161 женщина).